# UScoCTIO 108

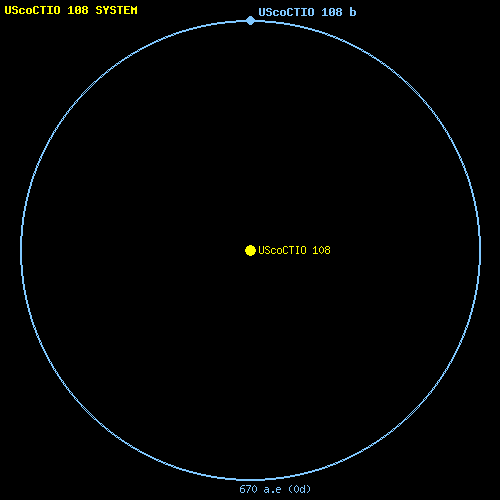
Orbita de UScoCTIO 108 b

UScoCTIO 108 é um sistema binário de anãs marrons no subgrupo Scorpius Superior da associação Scorpius-Centaurus, a associação OB mais próxima do Sol. Esse subgrupo está a uma distância média de cerca de 470 anos-luz (145 parsecs) da Terra e possui uma idade estimada de 11 milhões de anos, revisada em 2012 de um valor original de 5 milhões de anos. A partir de medições de paralaxe, a sonda Gaia determinou uma distância de aproximadamente 476 anos-luz (146 parsecs).
O componente primário do sistema foi descoberto em 2000 como um possível membro de Scorpius Superior, com base na sua posição em um diagrama HR, em uma busca por novos membros da associação pelo Observatório Interamericano de Cerro Tololo (CTIO), recebendo a designação UScoCTIO 108. Observações espectroscópicas e fotométricas confirmaram que o objeto é um membro real da associação, apresentando indícios de ser jovem e possuir uma baixa gravidade, e estimaram uma massa de 60 vezes a massa de Júpiter (MJ), temperatura efetiva de 2 800 K e um tipo espectral de M7. A baixa massa indica que o objeto não é capaz de realizar a fusão de hidrogênio, tornando-o uma anã marrom.
O componente secundário foi descoberto em 2008 como um objeto a uma separação de 4,6 segundos de arco do componente primário, correspondendo a uma separação física de mais de 670 UA, e também é um membro confirmado da associação Scorpius Superior. Seu espectro indica que também é um objeto sub-estelar frio, com uma temperatura efetiva de 2 300 K e um tipo espectral de M9.5. Sua massa foi originalmente estimada em 14 MJ, muito próxima do limite nominal entre planetas e anãs marrons, mas a revisão recente da idade de Scorpius Superior para 11 milhões de anos aumentou esse valor para 16 MJ, indicando que o objeto é uma anã marrom de baixa massa. A associação física entre os dois componentes do sistema não foi confirmada pela observação de movimento próprio comum, mas é considerada muito provável dada a proximidade entre eles.
A separação mínima entre as duas anãs marrons, de 670 UA, é bem maior que a média de outros sistemas com massas parecidas, e indica que o par (se formarem realmente um sistema binário) está ligado muito fracamente, com uma velocidade de escape para o componente secundário de apenas 0,4 km/s. Considerando a densidade média de estrelas em uma associação como a Scorpius Superior, estima-se que perturbações por estrelas passantes causem a ruptura do sistema em uma escala de tempo de algumas centenas de milhões de anos.
Observações do sistema pelo telescópio infravermelho WISE revelaram excesso de emissão a 12 e 22 μm, indicando a presença de um disco de detritos em torno de um dos componentes.
| Idade (106 anos) | Massa (MJ) | Ref.  |
| ---------------- | ---------- | ----- |
| 1-8              | 14+2 −8    | [ 3 ] |
| 11 ± 2           | 16+3 −2    | [ 6 ] |
| 3-11             | 16+9 −4    | [ 4 ] |
| 3-11             | 10-15      | [ 4 ] |